# Johannsenomyia
Johannsenomyia is een geslacht van stekende muggen uit de familie van de knutten (Ceratopogonidae).

## Soorten
- J. annulicornis Malloch, 1918
- J. argentatus (Loew, 1861)